# American Outlaws
Pour plus de détails, voir Fiche technique et Distribution.
American Outlaws ou Hors-la-loi américains au Québec est un film américain réalisé par Les Mayfield, sorti en 2001.
Cette nouvelle variante de l'histoire de Jesse James a pour principaux interprètes Colin Farrell, Scott Caan et Kathy Bates.

## Synopsis
A la fin de la guerre de Sécession, Jesse James et ses cousins se battent contre les nordistes. Ils apprennent que la guerre est finie et rentrent chez eux pour apprendre qu'un homme d'affaires peu scrupuleux veut exproprier les fermiers afin de construire le chemin de fer qui traversera les États-Unis. Après la mort de leur mère, tuée par les agents du chemin de fer, Jesse et ses cousins décident de se venger en attaquant les banques où est entreposé l'argent du patron. Après être tombé dans une embuscade, Jesse choisit d'arrêter et rentre chez lui pour épouser Zeerelda, la fille du médecin de son village. Dénoncé, il est arrêté et emmené à Washington pour être pendu mais ses cousins arrivent à le délivrer.

## Fiche technique
- Titre : American Outlaws
- Réalisation : Les Mayfield
- Scénario : Roderick Taylor
- Musique : Trevor Rabin
- France : 14 septembre 2003 (DVD)

## Distribution
- Colin Farrell (VQ : Martin Watier) : Jesse James
- Scott Caan (VQ : Antoine Durand) : Cole Younger
- Ali Larter (VQ : Geneviève Angers) : Zerelda "Zee" Mimms
- Gabriel Macht : Frank James
- Gregory Smith (VQ : Sébastien Reding) : Jim Younger
- Harris Yulin (VQ : Vincent Davy) : Thaddeus Rains
- Will McCormack (VQ : Nicolas Charbonneaux-Collombet) : Bob Younger
- Kathy Bates (VQ : Mireille Thibault) : Ma James
- Timothy Dalton (VQ : Mario Desmarais) : Allan Pinkerton
- Ronny Cox (VQ : Yves Massicotte) : Docteur Mimms
- Terry O'Quinn (VQ : Luis de Cespedes) : Rollin Parker
- Nathaniel Arcand : Comanche Tom
- Muse Watson : Détective
- Ed Geldart : le vieux Tucker